# 烏克爾尼克河
烏克爾尼克河（烏克蘭語：Укерник），是烏克蘭的河流，位於該國西部，屬於霍洛夫昌卡河的左支流，流經利沃夫州，河道全長11公里，發源自圖霍利卡和納希爾内之間，流域面積99平方公里。